# GPWS
GPWS је скраћеница од енглеског израза Ground Proximity Warning System  и представља систем који обавештава пилота да је ваздухоплов у опасности од удара у земљу (терен) или у дословном преводу систем који упозорава о приближавању земљи. Други назив овог система је Ground-Collision Warning System (GCWS).
Систем посматра висину ваздухоплова одређену радио висинометром (radio altimeter), а рачунар онда обрађује податке и упозорава капетана (пилота) визуелним и звучним сигналима ако се ваздухоплов нађе у одређеном положају.
Постоји више врста сигнала у зависности положаја ваздухоплова:
1. Прекомерно спуштање ваздухоплова -
2. Ваздухоплов је превише близу земље -
3. Ваздухоплов губи висину после полетања -
4. Ваздухоплов се налази изнад терена који није безбедан -
5. Ваздухоплов превише одступа од G/S -